# Залибеков, Пахрудин Магомедович
Пахрудин Магомедович Залибеков (13 марта 1968, Тарки, Махачкала, Дагестанская АССР, РСФСР, СССР) — российский и дагестанский политик, ранее борец вольного стиля и тренер. Глава Советского района Махачкалы (2016—2021).

## Биография
Родился в посёлке Тарки. Является мастером спорта СССР международного класса, победитель и призёр юношеских международных турниров. Избирался депутатом городского Собрания Махачкалы, председателем Кумторкалинского районного Собрания депутатов, возглавлял управление «Запкаспрыбвод», был советником премьер-министра Республики Дагестан. Работал тренером в сообществе «Динамо». До января 2017 года работал тренером юношеской сборной Дагестана по вольной борьбеВ 1999 году во время вторжения боевиков в Дагестан входил в ополчение в организацию «Интербригада». 23 декабря 2016 года назначен исполняющим обязанности главы администрации Советского района Махачкалы. 8 февраля 2017 года по итогам голосования депутатов единогласно избран на должность главы Советского района города Махачкалы. 3 апреля 2021 года ушёл в отставку с поста главы администрации по собственному желанию. Перед уходом глава Махачкалы Салман Дадаев вручил Пахрудину Залибекову почётную грамоту администрации города Махачкалы и именные часы. 

## Трудовая деятельность
- 2011 — январь 2017 — главный тренер юношеской сборной Дагестана по вольной борьбе;
- декабрь 2016 - февраль 2017 — и. о. главы администрации внутригородского района «Советский район» города Махачкалы;
- февраль 2017 - апрель 2021 — Глава администрации внутригородского района «Советский район» города Махачкалы.

## Спортивные достижения
- Первенство мира по борьбе среди юниоров 1986 — ;
- Первенство Европы по борьбе среди молодёжи 1988 — ;
- Кубок мира по борьбе среди молодёжи 1988 — ;

## Известные воспитанники
- Курбанов, Зайнулла Максутдинович

## Уголовное дело
В марте 2020 года по информации органов следствия, директор одной из ДЮСШ в Махачкале оформил несколько человек, в том числе и Пахрудина Залибекова тренерами по вольной борьбе. Они числились, но никакой работы не выполняли при этом стабильно получали ежемесячную зарплату. В июне 2021 года в следственное управлении следственного комитета России по Дагестану рассказали, что уголовное дело по статье мошенничество на Пахрутдина Залибекова передали в суд с достаточным количеством доказательств. Помимо него в деле проходили его родной брат Садрутдин Залибеков, заместитель главы Советского района Махачкалы Имам Карачаев, и директор спортивной школы олимпийского резерва Лукман Жабраилов.